# Edisons 2018
De Edisons 2018 werden uitgereikt op 12 februari 2018 in de Gashouder op het terrein van de Westergasfabriek in Amsterdam.
De Edison is een belangrijke Nederlandse muziekprijs die doorgaans jaarlijks wordt toegekend aan de beste Nederlandse muziekproducties uit de periode voorafgaande aan de uitreiking.
De nominaties werden bekendgemaakt op 12 december 2017 in verschillende radioprogramma's en websites, zoals Sander (3FM), 3voor12Radio (3FM), SBS Shownieuws, XITE.nl, Domien (3FM), Joost=Wakker! (SLAM!), Lars Boele (100%NL), Evers Staat Op (Radio538), Ekdom in de Ochtend (Radio2), Gouden Uren (Sterren.nl)De prijzen werden in twaalf categorieën uitgereikt, inclusief een oeuvreprijs voor Extince
De uitreiking werd niet op tv uitgezonden. Evenmin was het evenement toegankelijk voor publiek; alleen genodigden waren welkom bij de uitreiking.
De vakjury bestond uit Ruud de Wild (Radio 2; voorzitter), Annemieke Schollaardt (3FM), Menno de Boer (Radio 538), Dieuwertje Heuvelings (Spotify), Diederik van Zessen (3FM) en Saul van Stapele (muziekjournalist)

## Winnaars en Genomineerden
(Winnaars zijn in vet vermeld)
- Oeuvreprijs
  - Extince
- Alternative
  - Thomas Azier - Rouge
  - Linde Schöne - Linde van Nimma
  - Sevdaliza - ISON
- Dance
  - Yellow Claw - Los Amsterdam
  - R3HAB - Trouble
  - Lucas & Steve - single releases 2017
- Volksmuziek
  - Tino Martin - Hoe ik het zie
  - Nick & Simon - Aangenaam
  - André Hazes jr. - Wijzer
- Nieuwkomer
  - Naaz - single releases 2017
  - Dave Budha - De tuinen van het licht
  - Vinchenzo - single releases 2017
- Videoclip
  - Naaz - Words
  - Someone - The Deep
  - Boef - Habiba
- Hiphop
  - Ronnie Flex - Rémi
  - Fresku & MocroManiac - Juice
  - Sevn Alias - Picasso
- Song van het jaar
  - Wulf - Mind Made Up
  - Martin Garrix ft. Dua Lipa - Scared to be Lonely
  - Lil' Kleine ft. Boef - Krantenwijk
- Rock
  - DI-RECT - Rolling with the Punches
  - Paceshifters - Waiting to Derail
  - Sue the Night - Wanderland
- Pop
  - Chef'Special - Amigo
  - Marco Borsato - Thuis
  - Ronnie Flex - Rémi
- Album van het jaar
  - Ronnie Flex - Rémi
  - Jeangu Macrooy - High on You
  - Thomas Azier - Rouge
- Nederlandstalig
  - Roxeanne Hazes - In mijn bloed
  - BLØF - Aan
  - Spinvis - Trein Vuur Dageraad